# مرداس بن قيس الدوسي
مرداس بن قيس الدوسيّ صحابي، روى عن النبي ﷺ الحديث التالي: أَخرجه أَبو موسى، وروى حديثه صالح بن كيسان، عمن حدثه، عن مرادس بن قيس الدَّوسي قال: حضرت رسول الله ﷺ، وذُكِرَتْ عندَه الكَهَانة، وما كان من تَغَيُّرها عند مَخْرَجه، فقلت: يا رسول الله، عندنا من ذلك شيءٌ، أُخبرك أَن جارية منا، لم نعلم عليها إِلا خيرًا إِذ جاءَتنا فقالت: يا معشر دَوْس، العجبَ العَجب لما أَصابني، هل علمتم إِلا خيرًا؟ قلنا: وما ذاك؟ قالت: إِني لفي غنمي إِذ غَشيتني ظلمة، ووجدت كَحِس الرجل مع المرأَة، وإِني خشيت أَن أَكون قد خبلت... وذكر الحديث في الكهانة بطوله.
ذكره أبُو مُوسَى في «الذّيل»، وأورد من طريق ابن الخرائطيّ في كتاب «الهَواتف»، عن مِرْداس بْنُ قيس الدوْسي، قال: حضرتُ النبي ﷺ، وذكرت عنده الكهانة، وما كان من تغيرها عند مخرجه، فقلت: يا رسول الله؛ عندنا شيء من ذلك، أخبرك به: فذكر قصة طويلة، منها: أن كاهنهم كان يصيب كثيرًا، ثم أخطأ مرة بعد مرة، ثم قال لهم: يا معشر دَوْس، حرست السماء، وخرج خَيْرُ الأنبياء! وإنه مات عقب ذلك، قال ابن حجر: وفي رواته كذّأب.